# 灰旱獭
灰旱獭（Marmota baibacina），也叫阿尔泰旱獭，是旱獭属的一种啮齿动物，曾被视为旱獭的亚种，分佈於阿爾泰山、天山及兩山之間的草原，在蒙古的阿尔泰山内，与蒙古旱獭分布范围重叠。

## 特征
它是体型最大的一种旱獭，重4—6.5（9—14.5英磅），个别重可达8（18英磅），冬眠前后、不同地区有一定差别。生活在高海拔、高纬度地区的个体更重，冬眠过后体重最多会减轻30%。其体长60—80（24—31英寸），尾巴长13—15（5.1—5.9英寸）。前爪四趾，强壮，用来挖洞，后爪五趾。背部毛发发灰，存在白化个体，不存在两性异形。

## 习性
它生活在海拔150—4,000（490—13,120英尺）的山区的草原地带，喜欢松软的、容易打洞的土质。包括新疆、西伯利亚西南在内的整个中亚都有其踪迹。在有蒙古旱獭存在的阿尔泰山区，两个物种存在竞争关系，这里的灰旱獭仅见于海拔3,000米（9,800英尺）以上的地区。但两个种之间在很偶然的情况下也会杂交。

### 社交
灰旱獭会共享一个巢穴。一个灰旱獭窝中会有一对占统治地位的成年雄性和多只其他成年、未成年个体。在生活条件好的时候，旱獭群的数量会有显著的增加。它们会通过声音和气味来交流。

### 冬眠
灰旱獭在每年秋天（八月至十月）至次年五月间冬眠，时间可达7-8个月。它们冬天的巢穴深5—7（16—23英尺），长度可达63（207英尺）。冬天，一个窝里会有10只以上的灰旱獭抱团取暖。夏季数量减少。

### 繁殖
冬眠结束后就是繁殖期，存在一夫一妻或一夫多妻的情况。妊娠期约40天，产2-6只幼崽。雌性在二岁或三岁时达到性成熟。在外部环境恶劣时，她们会停止繁殖，吸收掉体内的胚胎。